# Cyclone Heta
Le cyclone Heta est un cyclone tropical de catégorie 5 qui causa des dommages majeurs sur les îles Tonga, Niué et Samoa tard en décembre 2003 et au début de janvier 2004. Il s'est formé le 25 décembre 2003, a atteint un maximum d'intensité avec des vents de 235 km/h et une pression centrale de 915 hPa et s'est dissipé complètement le 11 janvier 2004. Heta était le premier cyclone tropical à se former dans la zone de responsabilité du centre météorologique régional spécialisé de Nadi (Fidji) au cours de la saison cyclonique 2003-2004 du Pacifique sud. La plupart des dommages enregistrés, 150 millions $US (2004), ont été rapportés sur les îles Samoa américaines et de Niue. Le cyclone a été suivi d'une importante aide humanitaire et de reconstruction. On signale également trois morts.
Le nom, pris dans la liste officielle de l'OMM, vient du prénom féminin Heta d'origine nord-amérindienne qui signifie « coureuse ».

## Évolution météorologique

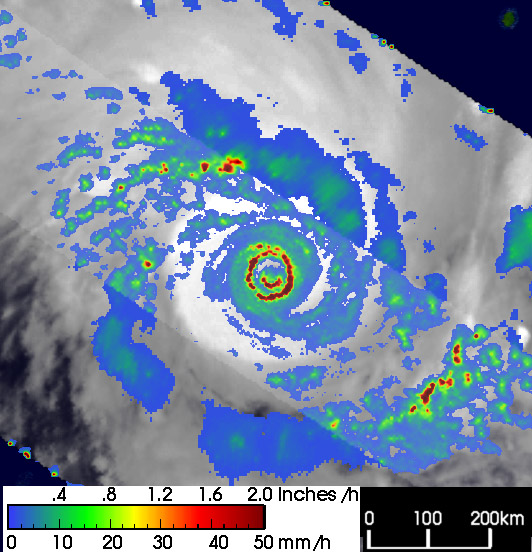
Image des précipitations du cyclone Heta par le satellite météorologique TRMM, le 5 janvier 2004;

Une onde tropicale s'est formée entre Rotuma et les îles Fidji le 25 décembre 2003. Elle s'est déplacée vers l'est en passant au nord des Fidji et est devenu la dépression tropicale 3-F le 28 décembre. Celle-ci a tourné vers le nord puis est revenue vers l'est. Le 2 janvier 2004, le système a été reclassé tempête tropicale et nommé Heta. Le faible cisaillement des vents en altitude et la température de surface de la mer très élevée ont contribué à un développement rapide du système,. 
Le 3 janvier, Heta se déplaçant dans une faible circulation du sud-est, est devenue un cyclone de force équivalente à un ouragan de catégorie 1 de l'échelle de Saffir-Simpson. Le centre du cyclone est passé à 113 kilomètres à l'ouest de Samoa alors qu'il était au niveau de la catégorie 2 de l'échelle. Heta a atteint ensuite som maximum d'intensité, avec des vents de 235 km/h et une pression centrale de 915 hPa, et l'a maintenu durant 24 heures en se dirigeant vers le sud-sud-est. Lors de son maximum d'intensité, Heta se trouvait à 80 km au nord-est de Tonga, près de l'île de Niué.
Le 7 janvier, le cyclone Heta est sorti de la zone de responsabilité du centre de Nadi et est entré dans celui du centre d'avertissement des cyclones tropicaux de Wellington, Nouvelle-Zélande. Il faiblit rapidement par la suite en passant au-dessus d'eau plus froide dans le Pacifique sud et devint un cyclone extratropical à 845 km au sud de Rarotonga plus tard le 7 janvier. Les restes du système ralentirent en se déplaçant vers l'ouest et il s'est dissipé le 11 janvier à l'est de l'île Norfolk

## Préparatifs
Le 2 janvier, la Fondation australienne pour les peuples de l'Asie et du Pacifique (AFAP), un centre d'information et de coordination sur les désastres naturels, envoyait un message mentionnant l'alerte cyclonique émise par le centre météorologique de Nadi et le Joint Typhoon Warning Center américain à propos de Heta. On y mentionnait que la tempête pourrait frapper Tokelau, puis tourner vers le sud pour passer à l'ouest de Samoa. Le lendemain, l'alerte fut étendue à Samoa, Niué et Tonga. On prévoyait que Heta serait de catégorie 2 ou 3 dans 12 à 24 heures au moment de frapper Niué,.
Quand Heta atteignit la catégorie 5 le 6 janvier, les bulletins du AFAP mentionnèrent que le cyclone frapperait Tonga et les îles environnantes le lendemain, donnant des vents violents et des pluies abondantes pouvant produire des dégâts. Dans l'île de Niué, les dommages pouvant être catastrophiques, la plupart des 1 300 résidents s'enfermèrent dans leurs demeures, évacuèrent la côte et se procurèrent les vivres et le matériel nécessaire pour survivre plusieurs jours,.

## Impacts

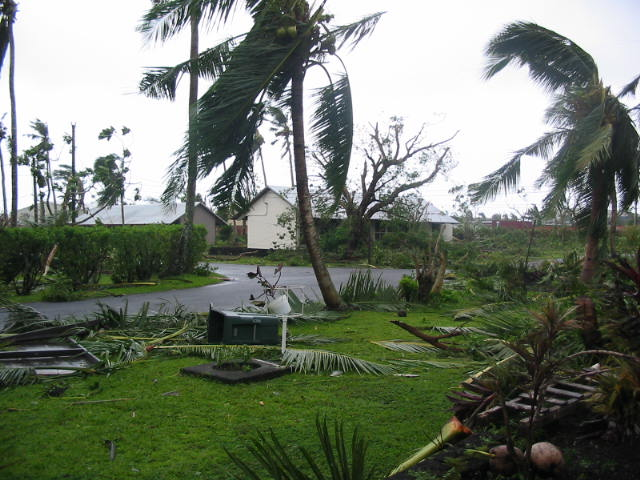
Dommages par le vent aux Samoa américaines

Le cyclone Heta a causé plus de 150 millions $US (2004) de dommages aux Samoa, les Samoa américaines, Niue et aux Tonga et un mort à Niue,. 
La pluie abondante et faibles vents à l'avant du cyclone n'ont causé que peu de problèmes. Cependant, à Wallis-et-Futuna, les vents forts ont coupé le courant et causé des dommages modérés aux structures et récoltes. Les vents violents de Heta approchant des Tonga, y ont endommagé les maisons et détruits les cultures de mangues, de l'arbre à pain, de tava et de bananes. A Tafahi et Niuatoputapu, de 50 à 100 % des constructions ont été détruites alors que Heta atteignait la catégorie 5. On ne rapporta cependant aucune victime sur ces îles à cause des évacuations suivant les messages d'alerte,,,,.
Une station météorologique de Niue a enregistré une pression atmosphérique de 945 hPa avant d'être mise hors-service. La capitale, Alofi, a été dévasté par les vents violents qui rasèrent tout sur leur passage. Les communications et l'infrastructure électronique furent durement touchées alors qu'une antenne satellitaire a été soufflée et que la mémoire de plusieurs ordinateurs fut effacée. L'onde de tempête causa la mort de deux personnes,. 
La pluie a également cause des inondations isolées à Apia, la capitale des Samoa, et l'onde de tempête a emporté quelques routes. À Savai'i, les vents ont endommagé les lignes électriques et rendu les communications difficiles. Aux îles Samoa américaines, les deux stations météorologiques ont signalé des vents de 120 km/h. Le vent a détruit 600 maisons et endommagé 4 000 autres. Au large, on a rapporté des vagues de plus 12 mètres le long des côtes nord et ouest. La houle et  l'onde de tempête ont endommagé ou détruit des bateaux à Swains. Vingt personnes furent blessées à Samoa et les dommages se situent entre 50 et 150 millions $US (2005).

## Épilogue

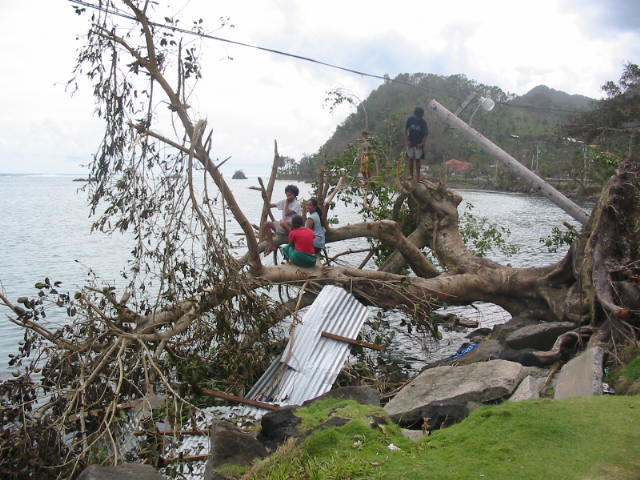
Les résidents nettoient après Heta.

Le gouvernement de Niue a déclaré l'état d'urgence après le passage de Heta. Le 8 janvier, la Nouvelle-Zélande et l'Australie ont fourni de l'aide médicale, des vivres et des fournitures aux sinistrés. La reconstruction a duré toute l'année 2004 sur l'île et a coûté plus de 20 millions $NZ,,.
Aux Samoa, la Croix-Rouge a envoyé soixante volontaires, distribué 150 grandes toiles pour faire des abris, fournis 340 contenants pour l'eau et des couvertures. Le 9 janvier, le nombre de volontaires était de cent et plus de 944 items avaient été distribués. Aux Tonga, la Croix-Rouge effectua une étude de l'étendue des dommages et fournies de l'aide à Niuatoputapu, spécialement éprouvé par Heta, et la Nouvelle-Zélande a donné 10 000 $US (2004) en aide et fourniture,,.
Aux Samoa américaines, le gouverneur Aitofele Sunia a également déclaré l'état d'urgence et le président George W. Bush a mis le territoire en zone sinistrée ce qui a débloqué l'aide fédérale. Cent quarante résidents se sont prévalus des abris d'urgence, dont treize furent ouvert après le cyclone,. Le bureau des petites entreprises a offert entre 40 000 et 200 000 $US en prêt aux résidents et 1,5 million $US aux entreprises pour la reconstruction. Le gouvernement américain a fourni pour 22 millions $US en aide diverse par l'entremise de la FEMA,,.